# IC 3697
IC 3697 ist eine linsenförmige Galaxie vom Hubble-Typ S0? im Sternbild Jagdhunde am Nordsternhimmel. Sie ist schätzungsweise 739 Millionen Lichtjahre von der Milchstraße entfernt.
Das Objekt wurde am 21. März 1903 von Max Wolf entdeckt.